# Дессин, Оттон Вильгельмович фон
Отто́н (О́тто) Вильге́льмович фон Де́ссин (нем. Gustaw Otto Hermann von Dessien; 1863, Ревель — 1918, Рига) — русский архитектор имевший немецкие корни, работал в Москве и Омске.

## Биография
Родился 22 июля 1863 года. В 1883 году окончил Рижскую городскую гимназию, а в сентябре 1891 года — архитектурное отделение Рижского политехнического училища с оценкой «отлично» и званием инженера-архитектора. После окончания обучения стажировался в Германии и Австрии.
В 1903—1905 годах Дессин состоял на службе страхового общества «Россия», где занимался экспертизой и оценкой зданий, подлежащих страхованию. Одновременно являлся архитектором московского Елизаветинского института. С 1905 года служил архитектором Ведомства учреждений императрицы Марии Фёдоровны. Жил в Москве на Ермаковской улице, 2.

## Сохранившиеся постройки
В Москве
- Кованая ограда комплекса зданий страхового общества «Россия», совместно с арх. Н. М. Проскурниным, при участии В. А. Величкина (1899—1902, Сретенский бульвар, 6);
- Контора и склад табачной фабрики «А. Катык и К°» («Красная звезда»), (1902, Воронцовская улица, 35);
- Лабораторный корпус фабрики фармацевтической фирмы «В. К. Феррейн» (1903, Кривоколенный переулок, 12 стр. 4)[4];
- Евангелическая больница для оказания помощи бедным евангелических приходов (1903—1914, Воронцово Поле, 14 — Переулок Обуха, 5, строение 1) и часовня (строение 3). Построены на средства московских евангелических общин и меценатов. В настоящее время здание больницы занимает Многопрофильный клинико-диагностический центр и Отдел исследований мозга Научного центра неврологии.
- Доходный дом страхового общества «Якорь» (1905, Столешников переулок, 13/15 — Улица Петровка, 15 стр. 5)[4];
- Московская Центральная телефонная станция Шведско-Датско-Русского телефонного акционерного общества (1907, Милютинский переулок, 5). Первая очередь — готический торцевой фасад — выполнена А. Э. Эрихсоном в 1902—1903 годах; фон Дессину принадлежит единоличное авторство «высотного» (76 м в высоту) главного корпуса на железобетонном каркасе (при участии инженеров Ф. Ф. Миритца и И. И. Герасимова). Охраняемый памятник.;
- Дома в доходном владении страхового общества «Якорь» (1911, Потаповский переулок, 5, строение 4, 5, 7, 8, 12)[4];
- Здание московских женских педагогических курсов (с 1919 года Педагогический институт), совместно с арх. Н. А. Эйхенвальдом (1911—1914, Малая Пироговская улица, 29/7)
- Петропавловское мужское училище (1912—1913, Петроверигский переулок, 6-8-10, строение 3)[4];
- Жилой дом преподавателей Петропавловского мужского лютеранского училища (1912—1913, Петроверигский переулок, 10 строение 4)[4];
- Здание Московских женских педагогических курсов на Девичьем Поле (1913, Малая Пироговская улица, 1.

В Омске
- «Московские торговые ряды» (1904, Улица Ленина)